# Hoehyeon-myeon
Hoehyeon-myeon (koreanska: 회현면)  är en socken i Sydkorea. Den ligger i kommunen Gunsan i provinsen Norra Jeolla, i den sydvästra delen av landet, 190 km söder om huvudstaden Seoul.